# Cebio Soukou
Cebio Soukou, né le 2 octobre 1992 à Bochum en Allemagne, est un footballeur international béninois. Il évolue actuellement au poste d'ailier au Bandirmaspor (en).

## Carrière en club
Soukou a commencé sa carrière à Bochum II (en) en 2011. Il passera ensuite par plusieurs clubs de troisième et deuxième division allemande dont Rot-Weiss Essen, Erzgebirge Aue, Hansa Rostock. Au mois de juin 2019, Soukou rejoint gratuitement l'Arminia Bielefeld,.

## Carrière internationale
Lors des matchs qualificatifs pour la Coupe d'Afrique des nations de football de 2019 organisée au Maroc, Soukou a été appelé par Michel Dussuyer l'entraineur de l'équipe du Bénin de football. Il fait ainsi son début avec les Écureuils le 24 mars 2019 dans un match contre le Togo. Il était titulaire,,,.
À l’Estadio Pina Manique au Portugal, le 11 octobre 2020, lors d'un match amical opposant le Bénin au Gabon comptant pour les préparations aux éliminatoires de la CAN 2022, Soukou marque un des deux buts de la victoire,,.